# Ricci DJ
Ricci DJ, pseudonimo di Riccardo Testoni (Ferrara, 30 aprile 1963 – Forlì, 8 luglio 2000), è stato un disc jockey e produttore discografico italiano.

## Biografia
Agli inizi degli anni ottanta lavorò come disc jockey proponendo rock di gruppi degli anni settanta. Iniziò la sua carriera come DJ al Big Club, poi passò allo Small dove suonò rock, new wave e punk rock assieme a Red Ronnie.
Negli anni novanta passò alla techno, suonando in vari locali in Italia (fra cui il Cocoricò di Riccione dove era resident DJ con DJ Cirillo) e all'estero (tra cui la Love Parade di Berlino e lo Space di Ibiza). In quegli anni lavorò anche per Radio Italia Network e altre radio italiane.
Nel 1990 iniziò la sua carriera di producer e remixer con il brano Do It!, a cui sono seguiti Carico, Carico, Carico (1991) e Attenzione/Tituta (1992).
Nel 1992 entrò con Carlo Andrea Raggi (DJ Cirillo) nel gruppo dei Datura, realizzando pezzi come Devotion, Fade To Grey, El Sueño, The 7th Hallucination. Nello stesso anno collaborò anche con Davide Rizzatti nel progetto Ramirez producendo Orgasmico, Terapia (uscita nel 1993) e La Musika Tremenda e sempre con Davide Rizzatti ed Elvio Moratto realizzò La Pastilla Del Fuego e La Fuerza Pagana.
Nel 1993 fu impegnato di nuovo con Davide Rizzatti ed Elvio Moratto nel progetto Dance Or Die con il pezzo "Satisfy" (1993); tornò a collaborare con Ciro Pagano e Stefano Mazzavillani (Datura) nel brano Pessa Pessa. Nel 1994 nacque Sex Drive dal Progetto Glam, cantata da Pete Burns.
Nel 1995, Testoni fu autore di Steel Wheel e Musica, contenuti nel singolo Ricci '95; insieme a Rexanthony scrisse i brani Nytzer Ebb, The Symbol e Cocoricò (che porta il nome della discoteca); sempre nello stesso anno realizzò varie collaborazioni con Andrea Doria (DJ) per Sgam Sgam, Hardtraxx, Cape Fear, Funk & Jam e Light My Fire. Nel mix in vinile Baraonda di Ramirez escono anche 2 versioni di Ricci DJ: lo Structure mix e l'Adrenalina mix.
Nel 1996 partecipò al progetto Neutopia con Electro Sound Generator e pubblicò, con il Progetto Glam You Got Me Thinking (cantata da Jimy Polo), un remix del pezzo Blob di Sinus e uno sul pezzo di Plastix Brr-Babba.
Nel 1997 uscirono Lofty Journey e X-Clone. Il 1998 lo vide impegnato nelle tre versioni remix del pezzo La Locura e Bomba. Nel 1999 diede vita a Jay Punker, Shooz, The Game e Killing Machine.
Attualmente il figlio Ivan Testoni in arte "Ricci Jr", ripropone DJ set storici con vecchi brani old school.

## Discografia

### Singoli e EP
- 1995 – Steel Wheel
- 1995 – Musica
- 1996 – White light
- 1997 – The X-clone
- 1997 – Let It All Hang Out

### Compilation e Dj Mix
- 1991 – Happy beat
- 1992 – Satanika Compilation Vol.1
- 1993 – Satanika Compilation Vol. 2
- 1993 – Cocoricò Compilation - Winter 93/94
- 1994 – Satanika Compilation Vol. III
- 1995 – Rotterdam Compilation

### Altre collaborazioni
- 1993 – Eternity (album del gruppo musicale Datura)
- 1996 – Makina project 1 (EP OMEGA)
- 1997 – Makina project 2 (EP OMEGA)